# Kanton Dompierre-sur-Besbre
Kanton Dompierre-sur-Besbre (fr. Canton de Dompierre-sur-Besbre) je francouzský kanton v departementu Allier v regionu Auvergne. Tvoří ho devět obcí.

## Obce kantonu
- Coulanges
- Diou
- Dompierre-sur-Besbre
- Molinet
- Monétay-sur-Loire
- Pierrefitte-sur-Loire
- Saint-Pourçain-sur-Besbre
- Saligny-sur-Roudon
- Vaumas